# ドクラ
ドクラ(Dhokla)は、インドのグジャラート州やその近辺が発祥の、塩味の蒸しパンである。インド中で人気がある。発酵させた生地を蒸すことで、ケーキのような食感となる。生地には、米粉とヒヨコマメ粉を混ぜたものが用いられるが、後者はキマメやケツルアズキで代用されることもある。

## 歴史
豆果を用いたドクラの前身であるDukkiaは、1066年のジャイナ語の文献で言及されている。"dhokla"という言葉が見られる現存する最古の文献は、1520年のVaranaka Samuchayaによるものである。

## 作り方

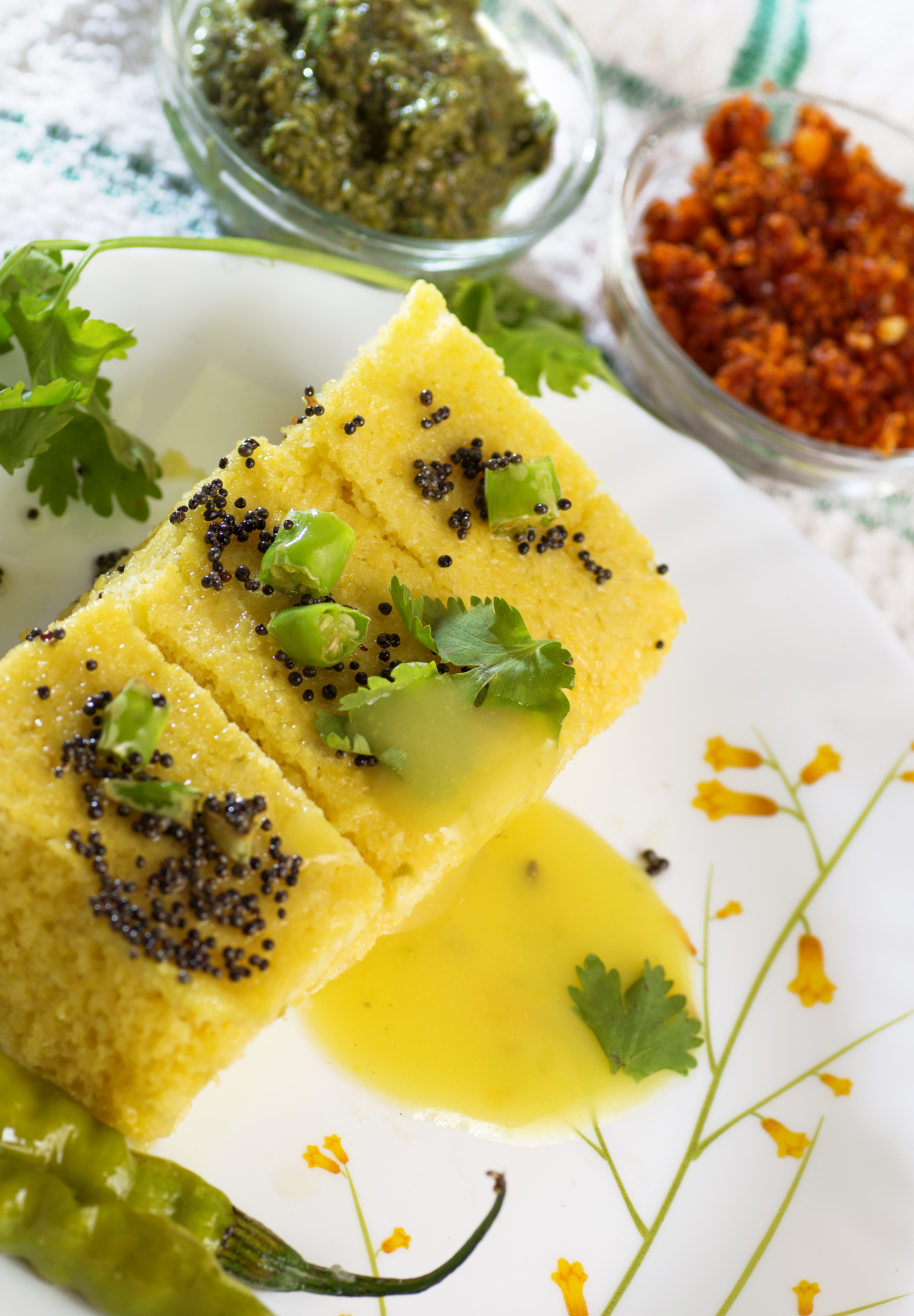
ドクラと比べ、カマンはヒヨコマメのみで作る。

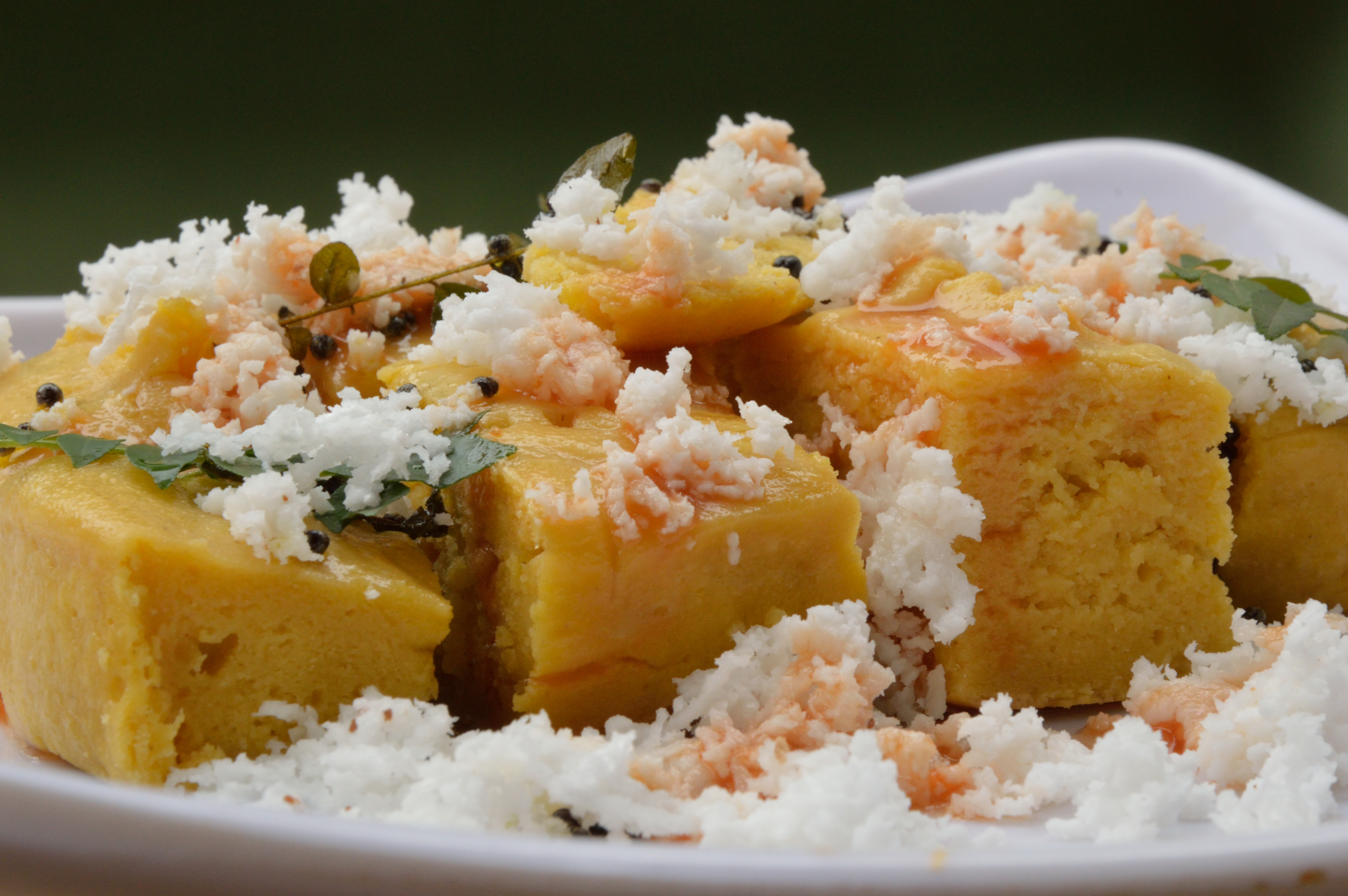
ベサンのドクラ

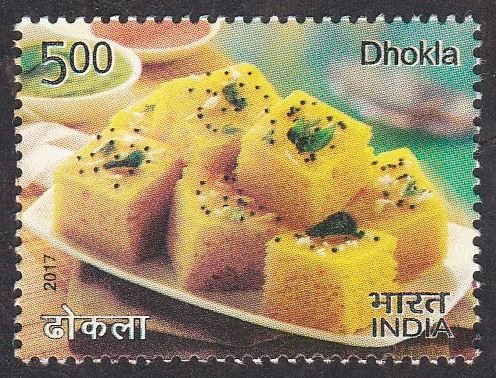
ドクラを描いた2017年発行のインドの切手

乾燥米と割ったヒヨコマメを一晩水に浸す。混合物を挽いて。ペーストを少なくとも4時間発酵させる。唐辛子、コリアンダー、ショウガ等のスパイスを加える。
発酵させた生地を約15分蒸して、切り分ける。ソテーしたマスタードシードやクミンシード、緑唐辛子、オオバゲッキツ等で味付けする。
揚げ唐辛子やコリアンダーのチャツネを添え、生のコリアンダーや摩り下ろしたココナッツとともに提供する。
カマンは、似ているがヒヨコマメ粉のみで米粉は用いない。ドクラと比べて色は明るく、食感は柔らかくなる。